# V LIVE
V LIVE，又稱作V App，是一個韓國網路直播平台，主要供偶像明星透過互聯網影音串流及實時網路聊天與支持者作互動交流。由韓國最大的互聯網服務公司Naver株式會社在2015年8月推出。2022年3月2日，Naver將V LIVE營業權讓渡給Weverse Company，由其承接相關會員資料並提供服務。2023年1月1日，網站停止營運，並與Weverse正式合併。
截至2020年，V LIVE上有過千個由韓流偶像及演員建立的頻道，包括網絡直播、舞台表演、綜藝節目、頒獎典禮等不同內容。

## 外部連結
- 官方网站
- V LIVE的X（前Twitter）
- V LIVE的Facebook專頁